# 安德烈亚·多里亚
安德烈亚·多里亚（英語：Andrea Doria，義大利語：[aŋdreˈa dorj.a]；1466年11月14日—1560年11月25日）是一名意大利雇佣兵队长兼热那亚共和国海軍上將。早年即成为孤儿，后加入教皇军队为其作战，曾先后参加热那亚、法国、神圣罗马帝国等地的战事，辗转于欧洲各地，颇有战功(但多次败於巴巴羅薩·海雷丁帕夏)。

## 早年生活

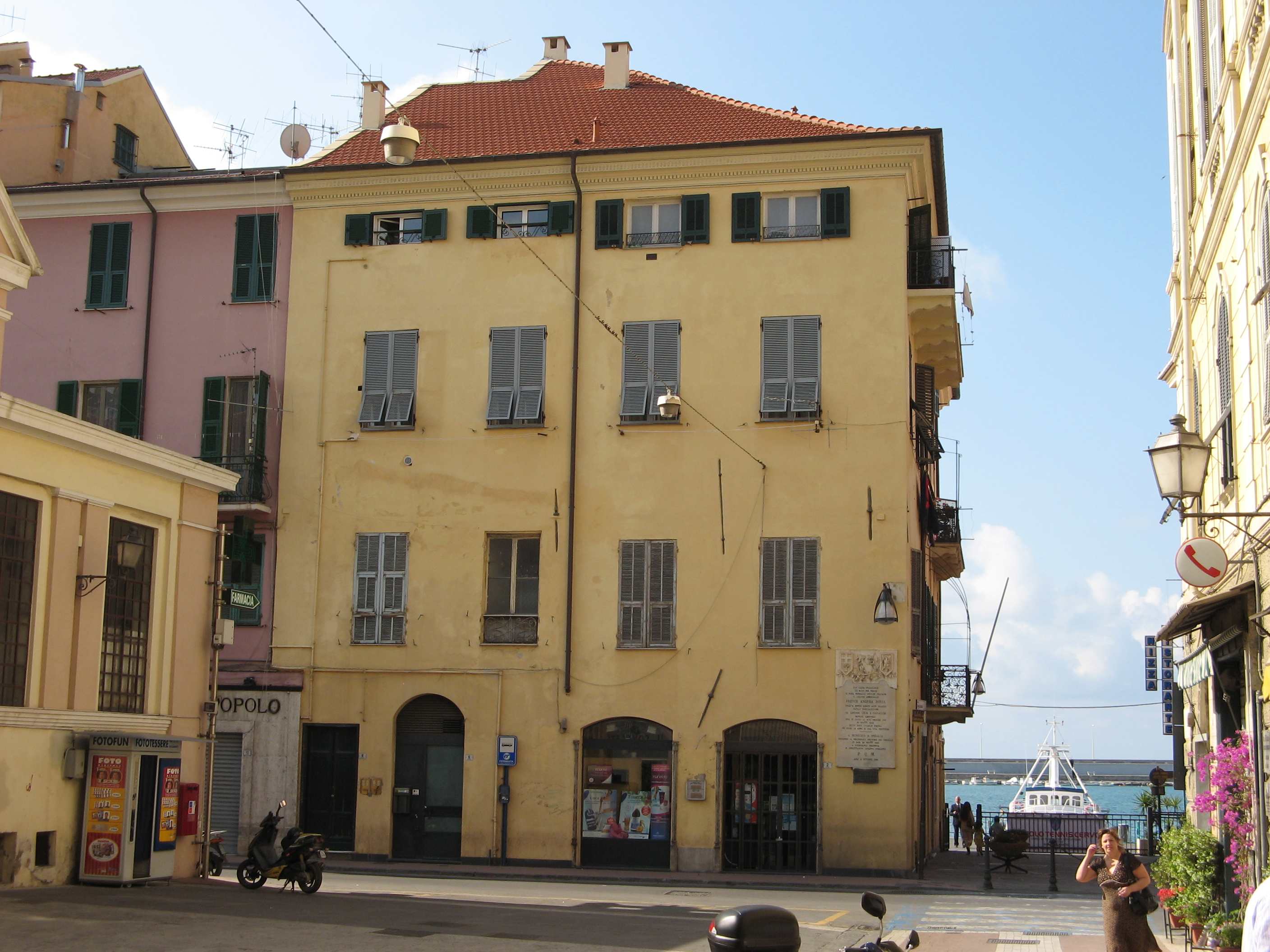
安德烈亚·多里亚出生时的家，位于奥内利亚

多利亚出生于奥内利亚一个古老的热那亚家族中，该家族为德·奥利亚（de Oria或de Auria）家族，是旧多利亚家族的奥内利亚分支。他的父母分别是奥内利亚的共主切瓦·多利亚和多利亚的多尔西卡分支族人卡拉柯莎·多利亚。由于早年丧亲，命运使他成为了一名僱傭兵，最早在教皇卫队中服役，后来又为各式各样的意大利贵族服役。
1503年他在科西嘉为热那亚作战，那时热那亚是法国的附庸国。他参加了热那亚反抗法国的起义，强制人们撤离城市。从那时起，他作为海军指挥官而闻名。几年来，他指挥热那亚舰队探索地中海，进行与土耳其人和巴巴里海盗的战争。

## 法国和神圣罗马帝国之间的战争
就在同时，热那亚被法国人重新占领，之后于1522年被神圣罗马军队夺回。
但这促使多利亚加入一个法国社会党派并开始为法王弗朗西斯一世服役，法王封授其为大将。1524年马赛为神圣罗马帝国军队所困，多利亚成功解围;之后他又帮忙将自己的故乡纳入法国的势力范围。
他对吝啬报酬的法王及在其麾下的待遇感到不满，且抱怨法王对萨沃纳（Savona）城的处理——他并未像当初承诺的那样而是延迟了将这座城市归还给热那亚的日期。
因此在多利亚（与法王）的契约到期之后，他就为（神圣罗马帝国）皇帝查理五世（1528）服役。

## 热那亚共和国的重建

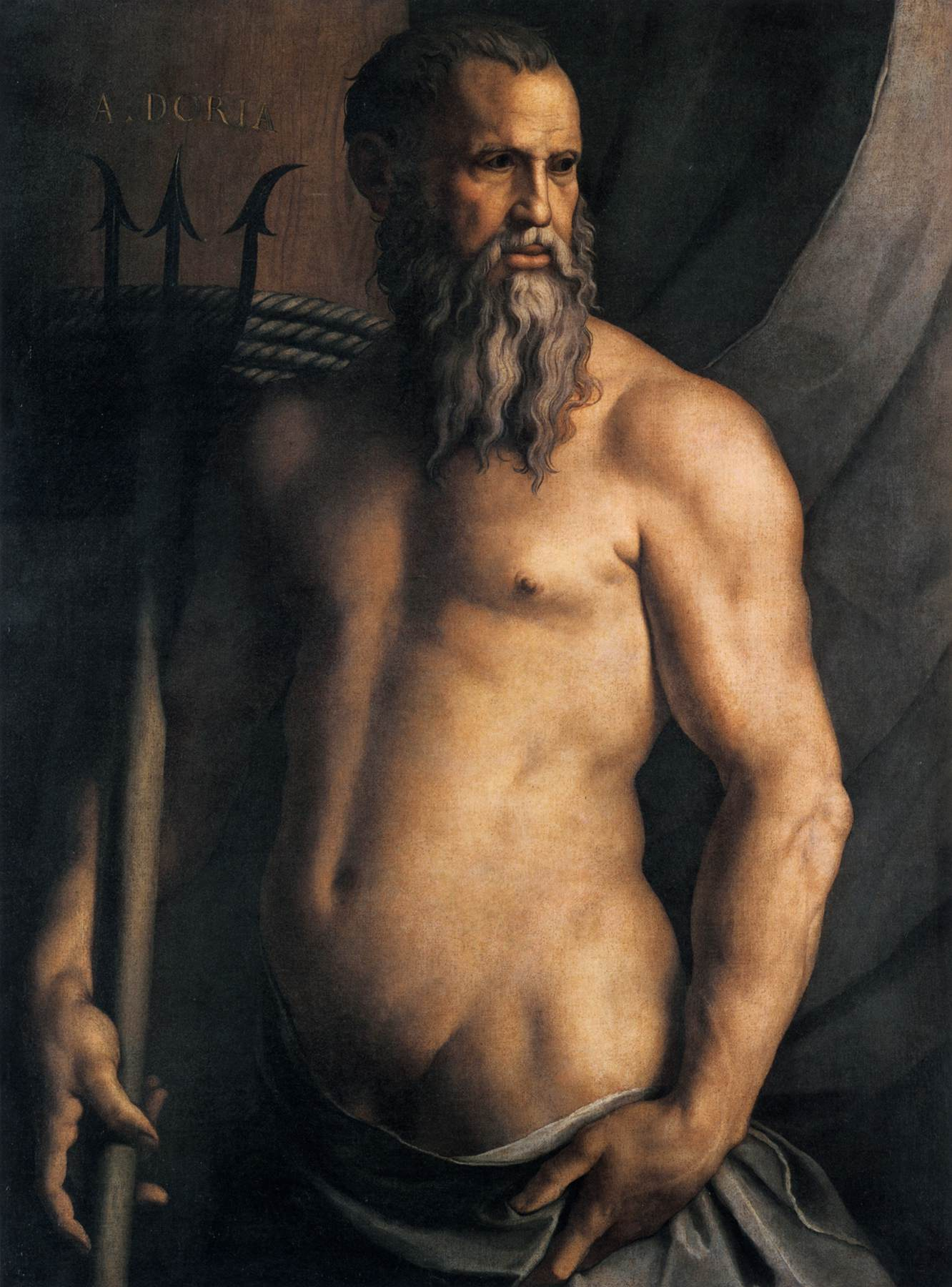
亚诺洛·布龙齐诺所作《海神安德烈亚·多利亚》

多利亚命令他当时正和法国人联合封锁那不勒斯的侄子腓力宾诺（Phillipino）撤军。然后多利亚乘船回到热那亚，在公民的引领帮助及帝国军队的保护下他赶走了法国人并重建了共和国。
他在贵族意义上对热那亚的宪政进行了改革，使大多数热那亚贵族成为皇帝的拥护者，并通过设立二十八大家族（Alberghi）的结社的方法终结了分裂热那亚的派系斗争。这28个构成新统治阶层的家族包括塞柏（Cybo）、多利亚、费斯齐（Fieschi）、朱斯蒂尼亚尼（Giustiniani）、格里马尔迪（Grimaldi）、因佩里尔（Imperiale）、帕拉唯契诺（Pallavicino）以及斯宾诺拉（Spinola）家族。
他拒绝了担任国家政要乃至热那亚共和国总督的提名，但接受了“终身监察使（perpetual censor）”的职务，并在共和国议会上发挥重要作用直至去世。本篇中提及的“监察使”沿袭了其在罗马共和国时代的含义，即一种受到高度尊重的高级公务员（详见罗马监察官），而并非如今定义的担任监察职务的人。他被赠予了两座宫殿、许多特权，以及“Liberator et Pater Patriae”（祖国解放者和国父）的荣称。

## 作为帝国海军上将的多利亚
作为帝国海军上将，他指挥几次对奥斯曼帝国的远征，占领科罗尼（Koroni）和帕特雷，并与皇帝合作占领突尼斯（1535年）。查理發现他在与法兰西斯一世的战争中是一个无价盟友，通过他扩展对整个意大利的统治。
1538年2月，教皇保罗三世成功缔结一个神圣同盟（包括教廷、西班牙、神圣罗马帝国、威尼斯共和国和马耳他骑士团）来对抗奥斯曼帝国，但海雷丁·巴巴罗萨在1538年9月的普雷韦扎（Preveza）海战中打败由安德烈亚·多里亚指挥的联合舰队。此战胜利保证土耳其在接下来33年里对东地中海的统治，直至1571年的勒班陀戰役。
1541年尽管并不赞成，他还是追随查理五世进行对阿尔及尔（Algiers）（海盗）注定失败的远征，那次远征以赶上灾祸（失败）而告终。在接下来的五年中，他以年逾七十的身躯，常胜且积极在各场战争中继续为皇帝服役穿梭。

## 晚年
在1544年弗朗西斯一世与查理五世签署《克莱毕和约》（Peace of Crépy）后，多利亚希望能安度余生。然而，由于他所坐享的巨额财富和大权，同时缘于他的侄子兼继承人吉安尼汀诺·多利亚（Giannettino Doria）的嚣张气焰，致使他四处树敌，最终费斯齐家族的一场推翻多利亚家族对热那亚统治的阴谋于1547年发酵了。吉安尼汀诺（虽）被杀，阴谋家们却败北了，由此多利亚对他们进行了有力的报复，包括惩罚他们及兼并他们的采邑制采邑。同时他也被卷入了针对费斯齐的支持者、帕尔马及皮亚琴察公爵皮埃爾·路易吉·法爾內塞的谋杀。
其他阴谋也接踵而至，但全都失败了，其中最严重的一起是由裘力奥·塞柏制造的（1548）。尽管多利亚是个残酷刻薄的野心家，但他同样是一名爱国者，成功挫败了查理五世在热那亚修筑要塞并派驻西班牙军队的企图。讨好与威吓都不能成功将他收买。
高龄并没有减少他的干劲，在84岁时，他于1550年再次出海对抗巴巴利海岸的海盗，虽然并未取得太大成功。1552年由圖爾古特指挥的奥斯曼舰队于蓬扎（Ponza）海战（1552）中击败了安德烈亚·多利亚指挥下的皇帝的西班牙-意大利联合舰队。法国与神圣罗马帝国重燃战火，法兰西人在入侵科西嘉（1553）的行动中掌握了这座岛，（岛）随后由热那亚的圣乔治商会（Banco di San Giorgio）接管。多利亚再次应征入伍，他在风云变幻的科西嘉岛上与法国人进行了为期两年（1553～1555）的斗争。
他于1555年彻底回到了热那亚，那时他开始年老体衰，于是他将舰队的指挥权交予侄孙乔瓦尼（Giovanni）·安德烈亚·多利亚，也就是吉安尼汀诺·多利亚之子。乔瓦尼对的黎波里进行了讨伐，然而事实证明那比他的伯祖父针对阿爾及爾的攻略还要差劲，他在德耶拔（Djerba）海战中被比亚尔·帕夏及圖爾古特的土耳其舰队击溃后公然逃窜。多利亚-潘菲利-兰迪家族乃是乔瓦尼·安德烈亚·多利亚的后裔并且继承了他的梅尔菲伯爵的爵位。

## 船名
有几艘船为纪念这位海军上将而命名：
- 两艘被命名为安德烈亚·多里亚号的美国军舰（1775年和1908年）。
- （意大利）战列舰安德烈亚·多里亚号，1891年建成，它于19世纪末20世纪初服役，1911年退役，进而作为浮动炮台GR104在一战期间被使用，直至1929年被拆解。
- 有同名战列舰于1916年建成，参与过一战和二战，1956年退役。
- 蒸汽客轮安德烈亚·多里亚号，1951年下水，在1953年进行了它的处女航并于1956年沉没。
- 意大利导弹巡洋舰安德烈亚·多里亚号，1964年建造，1991年退役。
- 意大利地平線級驅逐艦安德烈亚·多里亚号，2007年服役。

## 绘画和纪念
一张为“高贵而优秀的安德烈亚·多里亚”而绘画的羊皮悬挂在美国罗德岛州的新港区听涛山庄（the Breakers）。